# Epopea orientalis
Epopea orientalis là một loài bọ cánh cứng trong họ Cerambycidae.